# Ludwik Semik
Ludwik Semik (ur. 24 sierpnia 1889 w Suchej) – polski działacz oświatowy i polityk samorządowy na Żywiecczyźnie, członek Związku Ludowo-Narodowego, Związku Strzeleckiego i Kółek Rolniczych.
Mieszkał w przysiółku Zasepnica. Nauczyciel, kierownik 2-klasowej Szkoły nr 2 w Zasepnicy, członek Związku Ludowo-Narodowego. Od 1926 członek zarządu nowo powstałego Związku Strzeleckiego. W 1927 i 1934 wybierany na radnego w Suchej. Członek nacjonalistycznego Chrześcijańskiego Frontu Gospodarczego. Od 1934 dyrektor handlowy Składnicy Kółek Rolniczych.
W 1934, jako porucznik rezerwy pozostawał w ewidencji Powiatowej Komendy Uzupełnień Żywiec. Posiadał przydział do Oficerskiej Kadry Okręgowej Nr V. Był wówczas w grupie oficerów „powyżej 40 roku życia”.

## Ordery i odznaczenia
- Krzyż Walecznych[3]